# Сантана, Хонатан
Хо́натан Санта́на Ге́ре (исп. Jonathan Santana Ghere; 19 октября 1981, Буэнос-Айрес, Аргентина) — парагвайский и аргентинский футболист, игравший на позиции полузащитника. Выступал за сборную Парагвая.

## Карьера
Свою футбольную карьеру Сантана начал в клубе «Сан-Тельмо», затем недолгое время выступал за «Альмагро». В 2001 году Сантана перешёл в «Сан-Лоренсо», в составе которого выиграл Кубок Меркосур, в последующем Сантана ещё дважды в своей карьере возвращался в «Сан-Лоренсо». Сезон 2005/06 Сантана провёл в одном из сильнейших клубов Южной Америки, легендарном «Ривер Плейт», из которого он переехал в Европу, перейдя в немецкий «Вольфсбург», за который играет до сих пор.
Сантана родился, вырос и провёл большую часть футбольной карьеры в Аргентине, но не имея шансов попасть в сборную Аргентины, он в 2007 году принял парагвайское гражданство (его мать парагвайка) и стал выступать за сборную Парагвая. В составе национальной сборной Хонатан Сантана дебютировал 20 июня 2007 года в матче со сборной Боливии, на сегодняшний день Сантана сыграл в составе сборной 32 матча. Сантана участвовал в составе Парагвая в чемпионате мира 2010.
15 июля 2010 года было объявлено о переходе игрока в турецкий клуб «Кайсериспор». Контракт подписан на 2 года. По окончании контракта Сантана перешёл в «Индепендьенте». С 2014 по 2016 год выступал в «Серро Портеньо».

## Достижения
- Обладатель Кубка Меркосур: 2001
- Чемпион Германии: 2008/09